# رودلف شتاينر (لاعب كرة قدم)
رودلف شتاينر (بالألمانية: Rudolf Steiner)‏ (7 أبريل 1937 بميونخ في ألمانيا - 3 ديسمبر 2015) هو لاعب كرة قدم ألماني في مركز الدفاع. شارك مع منتخب ألمانيا لكرة القدم. أما مع النوادي، فقد لعب مع ميونخ 1860.

## وصلات خارجية
- رودلف شتاينر على موقع قاعدة بيانات كرة القدم.إي يو (الإنجليزية)
- رودلف شتاينر على موقع بيانات كرة القدم. دي إي (الألمانية)
- رودلف شتاينر على موقع ناشيونال فوتبول تيمز (الإنجليزية)
- رودلف شتاينر على موقع عالم كرة القدم.نت (الإنجليزية)